# Philipp Bock

Philipp Bock

Georg Friedrich Philipp Bock (* 21. März 1845 in Berlin; † 1922) war ein deutscher Theaterschauspieler, Sänger (Tenor), Theaterregisseur sowie -intendant.

## Leben
Bock, der Sohn eines Porträt- und Landschaftsmalers, der mütterlicherseits auch einer Malerfamilie entstammt (Roller) und Enkel des Stifters des Theatervereins „Urania“, machte seine ersten theatralischen Versuche auf dem Liebhabertheater „Thalia“, dann kam er nach Potsdam (1865), Oldenburg, Elbing, Danzig, Viktoria-Theater Berlin, Posen, Mainz, bis er 1870 Engagement am Deutschen Theater in St. Petersburg nahm.
Im Anfang seiner Laufbahn spielte er in jugendlich-komischen Rollen und sang Tenor-Buffo-Partien, doch ging er später ins Charakterfach über.
In St. Petersburg wurde ihm auch die Regie übertragen, bis er 1882 zum Oberregisseur ernannt wurde.
Nachdem das Deutsche Theater aufgelöst worden war, gelang es ihm unter seiner Leitung trotzdem noch, zur Fastenzeit Gesamt-Gastspiele am Alexander-Theater zu veranstalten. Er verblieb in St. Petersburg, wo er, gegen die russische Zensur und den russischen Geschmack, trotzdem viele klassische und ernste deutsche Stücke aufführen konnte, so. z. B. Tell, Egmont, Fiesco, Julius Caesar etc. Der Künstler fungierte auch 1892 als Kommissär der russischen Abteilung bei der Wiener Musik- und Theaterausstellung.